# Gmajna (Slovenj Gradec)
Gmajna is een plaats in Slovenië en maakt deel uit van de gemeente Slovenj Gradec in de NUTS-3-regio Koroška. De plaats telde 446 inwoners op 1 januari 2020.